# Terme Vigliatore
Terme Vigliatore là một đô thị ở tỉnh Messina trong vùng Sicilia của Italia, có vị trí cách khoảng 160 km về phía đông của Palermo và vào khoảng 35 km về phía tây của Messina. Tại thời điểm ngày 31 tháng 12 năm 2004, đô thị này có dân số 6.716 người và diện tích là 13,4 km².
Đô thị Terme Vigliatore có các frazioni (các đơn vị cấp dưới, chủ yếu là các làng) Mollerino, Maceo, S. Biagio, Bagni, Acquitta, Cannotta, Marchesana, Mendola, Piano Banca, Pietre Rosse, Ponte Cicero, Ponte Termini, Pizzicarì, Salicà, Vigliatore, và Tonnarella.
Terme Vigliatore giáp các đô thị: Barcellona Pozzo di Gotto, Castroreale, Furnari, Mazzarrà Sant'Andrea, Rodì Milici.